# Stanisław Brodnicki
Stanisław Brodnicki herbu Wieniawa – łowczy wieluński w 1635 roku, deputat z województwa sieradzkiego na Trybunał Główny Koronny w 1642/1643 roku.